# Sotholms tingslag
Sotholms tingslag var ett tingslag i Stockholms län och i Södertörns domsaga. Tingsplats var till 1916 Västerhaninge, därefter Södra stadshuset i Stockholm. 
Tingslaget bildades 1680 och upphörde 1 januari 1930 då den uppgick i Södertörns domsagas tingslag.
Sedan 1988 är det gamla tingshuset i Västerhaninge hembygdsgården för Haninge Hembyggdsgille.

## Ingående områden
Tingslaget omfattade Sotholms härad.